# Тиран-крихітка золотогузий
Тиран-крихітка золотогузий (Phyllomyias uropygialis) — вид горобцеподібних птахів родини тиранових (Tyrannidae). Мешкає в Андах.

## Поширення і екологія
Золотогузі тирани-крихітки мешкають у Венесуелі (Кордильєра-де-Мерида), в Колумбії (в Східному хребті на південь до Кундінамарки, в Західному хребті на південь до Кауки і Нариньйо), в Еквадорі, Перу, Болівії та на крайньому північному заході Аргентини (Сальта). Вони живуть у вологих гірських тропічних лісах і високогірних чагарникових заростях. Зустрічаються на висоті від 2500 до 3000 м над рівнем моря.